# Česká strana národně sociální
Česká strana národně sociální (zkratka ČSNS) je česká středolevicová národně sociální politická strana. V první polovině 20. století se jednalo o důležitou politickou stranu se zásadním vlivem na směřování země, od druhé poloviny 90. let 20. století je její vliv zcela marginální.
Vznikla roku 1897 jako Strana národních dělníků, následující rok byla přejmenována na Českou stranu národně sociální. Po vzniku Československa vystupovala jako Československá strana socialistická a v roce 1926 přijala název Československá strana národně socialistická. V období první republiky se jednalo o důležitou a vlivnou politickou stranu, která zasedla ve většině vlád. Mezi její nejvýznamnější členy v této době patřili Václav Klofáč, Edvard Beneš, Karel Baxa, Františka Zemínová nebo Františka Plamínková. Po roce 1938 se strana stala částečně součástí Národní strany práce, která byla o rok později rozpuštěna nacisty. V exilu i v domácím odboji se strana soustředila na boj proti nacistům. V poválečném režimu regulované demokracie v letech 1945–1948 byla druhou nejsilnější stranou. V této době se nazývala Československá strana národně socialistická a v jejím vedení byl Petr Zenkl a Prokop Drtina. Svobodný vývoj strany byl přerušen komunistickým převratem v únoru 1948, kdy byli do vedení strany dosazeni příznivci komunistů. Významnější roli strana hrála na počátku Sametové revoluce, kdy poskytla prostor představitelům disidentů ve svých médiích (noviny Svobodné slovo) a nemovitostech (budova Melantrich na Václavském náměstí v Praze). Následně se sloučila s exilovými národními socialisty, její vliv na politický život byl ale stále nižší. V první polovině 90. let figurovala jako součást Liberálně sociální unie, po roce 1996 však ztratila zastoupení v Poslanecké sněmovně.
V průběhu pozdějších let vzniklo několik stran, které se odvolávaly na ideje původní strany, jako Národně sociální strana – Československá strana národně socialistická v roce 1990, Československá strana socialistická v roce 1992, v prosinci roku 2005 „Česká strana národně sociální 2005“, která od roku 2006 nesla název Česká strana národně socialistická, Národní socialisté – levice 21. století v roce 2011 a VIZE – národní socialisté v roce 2020. Žádná z těchto stran však nezaznamenala úspěch ve volbách. V roce 2022 se dobrovolně rozpustily další národně socialistické strany, NÁR.SOC. a ČSNS 2005, které se sloučily do ČSNS. Po Sametové revoluci se strana hlásila ke svým idejím z dob před rokem 1948, postupně však začal ve straně převládat nacionalismus a euroskeptismus.

## Historie

### Rakousko-Uhersko
Podnětem k založení nové politické strany, bylo protistátoprávní prohlášení českých sociálnědemokratických poslanců na říšské radě dne 30. března 1897, v němž se zástupci českého dělnictva distancovali od českého státního práva. Shodou náhod se v Praze na Staroměstské radnici 4. dubna 1897 sešla jedna ze skupinek národních dělníků, která připravovala veřejné shromáždění, na němž chtěla proklamovat své zásady a cíle. Zde zaznělo i vášnivé odmítnutí postoje sociálních demokratů a naopak zdůvodnění českých státoprávních požadavků. Shromáždění se tak fakticky stalo zakládající schůzí strany národních dělníků – zárodku pozdější České národně sociální strany. První titul které strana vydávala byl «Český dělník» (1897–1899), jehož redaktory byli Alois Simonides, Josef Klečák a další, «České dělnické listy» (1897–1899), dále strana vydávala osvětový časopis «Probuzení» (1897–1899) a pro mládež «Vpřed» (1897–1899), které v roce 1900 splynuly v týdeníku «Česká demokracie» (1900–1903). V roce 1901 začal vycházet časopis Mladé proudy , tiskovina národně sociální mládeže, která se během pár let silně přiklonila k českému antimilitarismu. Následkem tohoto kurzu byli v říjnu 1907 zatčeni čtyři předáci hnutí, po kterých následovali další. Soud ve Vídni, po nátlaku císaře, odsoudil 44 obviněných z 46. Nejhůř z toho vyšli Emil Špatný a Alois Hatina, kteří byli odsouzeni ke dvěma rokům. Během probíhajícího soudu bylo zrušeno přes dvě stě čtyřicet místních organizací národně sociální mládeže. V roce 1907 vyšlo první číslo Českého slova, jehož redaktorem byl Jiří Pichl, ve Slezsku vydával «Slezské slovo» Joža David.
Strana spojovala reformní socialismus s národním radikalismem a protirakouským antimilitarismem, za což byla během 1. světové války persekvována. Na jaře 1918 se spojila s Českou stranou lidovou realistickou (přejmenovanou na Českou stranu pokrokovou) a Federací českých anarchistů komunistů (FČAK) do České strany socialistické.

### První republika

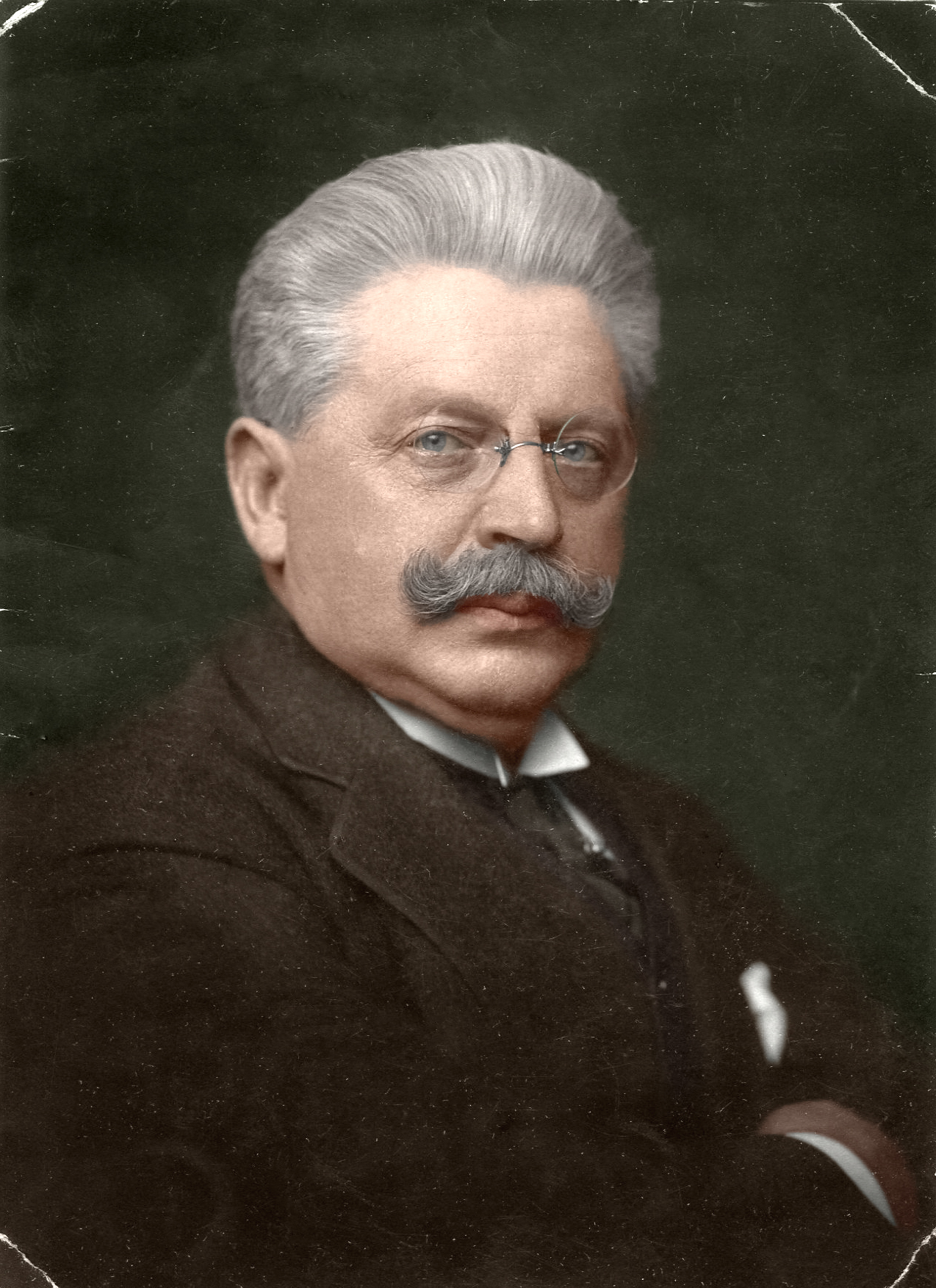
Václav Klofáč, předseda strany v letech 1898–1914 a 1918–1938

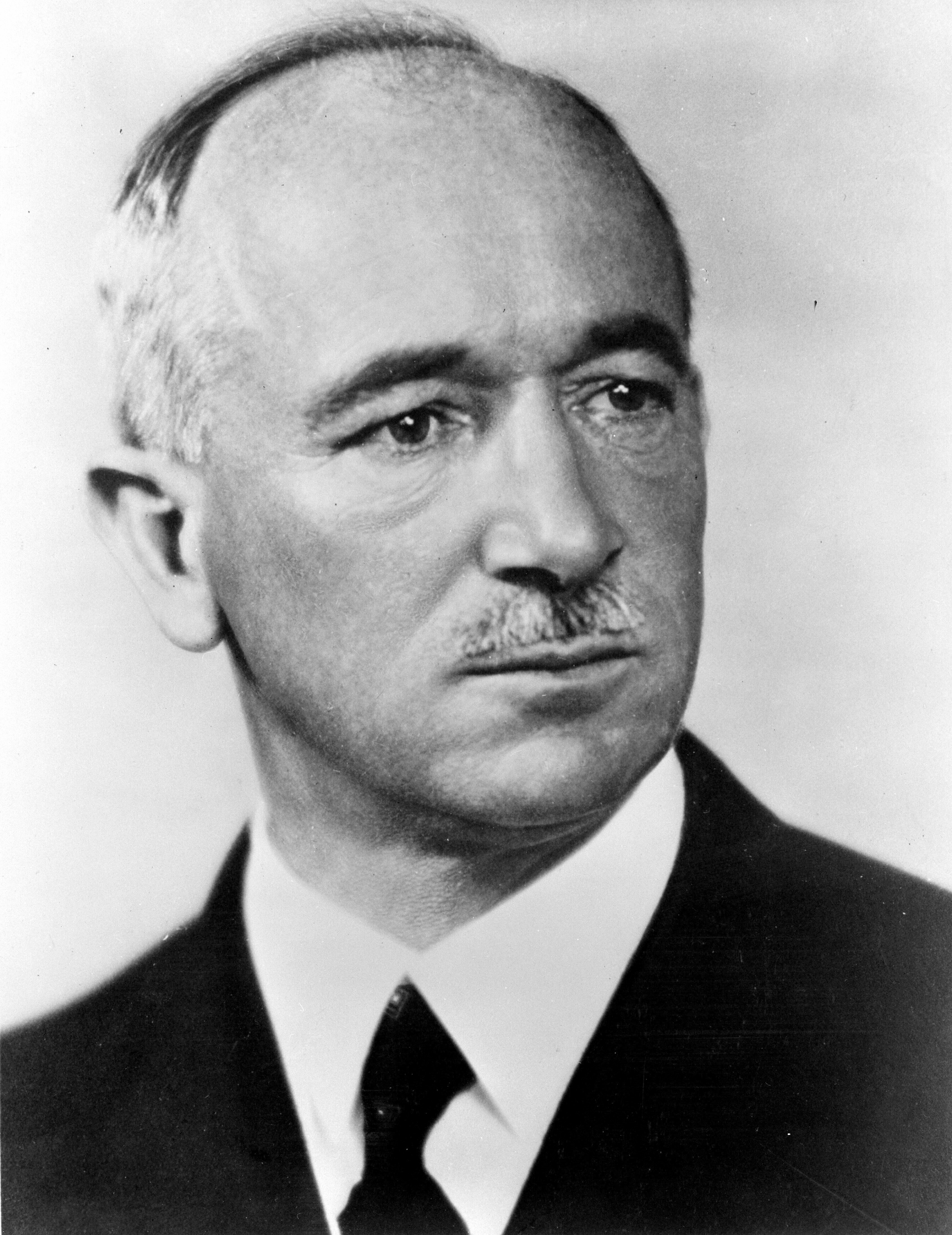
Dlouholetý ministr zahraničí a pozdější prezident Edvard Beneš

Po vzniku Československé republiky došlo ve straně k organizačním změnám, které se projevily navenek přijetím nového programu i názvu Československá strana socialistická. V novém programu se strana vyslovila pro třídní boj a zespolečenštění výrobních prostředků vyvlastněním a jejich převodem do správy odborových organizací a družstev. Anarchistický sjezd v únoru 1919 potvrdil sloučení do Československé strany socialistické, v jejímž organizačním rámci se hodlali komunističtí anarchisté prosazovat. Změna kurzu uvnitř socialistické strany v první polovině dvacátých let vyvolala velké rozpory. V roce 1920 do strany vstoupilo levé křídlo bývalých členů Masarykovy České strany pokrokové. Vytvořila se opozice bývalých anarcho-komunistů (v čele s dr. B. Vrbenským), která byla v roce 1923 pro hlasování proti reakčnímu zákonu na ochranu republiky z Československé strany socialistické strany vyloučena. Vrbenského skupina se téhož roku spojila s Neodvislou socialistickou stranou dělnickou a vytvořila tzv. Socialistické sjednocení, přejmenované v roce 1924 na Nezávislou stranu dělnickou. Samostatnost této malé politické strany skončila v roce 1925 přechodem jejich členů do KSČ.
Československá strana socialistická měla větší podporu v Čechách než na Moravě. V prvních volbách do parlamentu z roku 1920 získala strana 500 821 hlasů, z toho na Moravě celkem 89 890 hlasů (nejvíce v brněnském volebním kraji). Tento stav trval až do roku 1929, kdy se do strany začlenila Národní strana práce a národní socialisté získali též příslušníky maloburžoazie, úřednictva, zřízenectva a také uvědomělé vrstvy dělníků. Roku 1926 sjezd strany přijal nový název – Československá strana národně socialistická, tento sjezd také rozhodl spor mezi předsedou Klofáčem (demokratický proud) a J. Stříbrným (nacionalistický proud) ve prospěch předsedy Klofáče a jeho spojenců, zejména E. Beneše. Stříbrný a jeho stoupenci byli ze strany vyloučeni. Po roce 1927 vstoupila strana do Mezinárodní ententy radikálních a podobných demokratických stran, kde spolupracovala s podobně smýšlejícími evropskými stranami, jako byla francouzská Republikánská, radikální a radikálně socialistická strana, Německá demokratická strana či britská Liberální strana. Po odchodu prezidenta Masaryka z úřadu byl na jeho doporučení, a s podporou demokratických stran, zvolen novým prezidentem právě národní socialista Edvard Beneš, který byl v letech 1926–1935 místopředsedou národně socialistické strany. Národní socialisté byli oporou demokratické republiky a náleželi k tzv. stranám Hradu, podporujícím prezidenta Masaryka, a také ke stranám sdruženým v tzv. Pětce, která měla zásluhu na stabilizaci politického systému první republiky. Podíleli se na vládě v letech 1918–1926 a 1929–1938. Mezi významné představitele ČSNS patřili Václav Klofáč, Emil Franke, Jiří Stříbrný, Fráňa Zemínová (jediná žena která v období I. republiky zastávala funkci místopředsedkyně strany), Františka Plamínková a od roku 1923, kdy vstoupil do strany, i Edvard Beneš a jiní další politici.

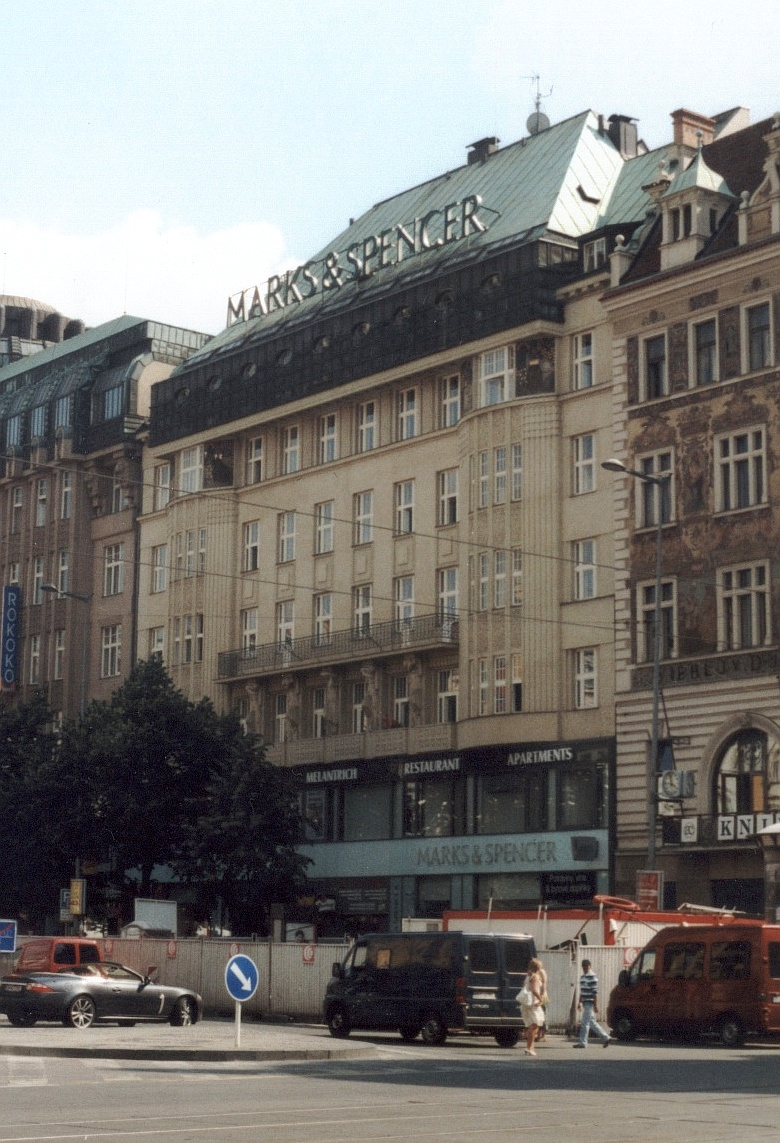
Budova Melantrichu na Václavském náměstí v Praze, historické sídlo stranického vydavatelství

Organizačně se strana národních socialistů dělila na dva zemské výbory se sídlem v Praze a v Brně, v čele s pražským ústředním výborem. Nižší složkou byly župní organizace, které se kryly s územním rozsahem volebních krajů do poslanecké sněmovny. Uvnitř žup se pak vytvářely tzv. obvody. Poměrně početná tisková politika národně socialistické strany vycházela vstříc místním požadavkům a plnila stranické potřeby. Melantrich, akciová společnost pro průmysl grafický a nakladatelství v Praze, se hlásil ke straně národních socialistů, jeho politiku určoval jeho ředitel Jaroslav Šalda. Šalda zaměřil «České slovo» na střední vrstvy, zejména množstvím mutací Českého slova; ranní a večerní vydání, odpolední vydání vycházelo v létech 1937–1938 v nákladu přes 650 000 výtisků denně. «Moravské slovo» začalo v Brně vycházet v lednu 1925 jako pokračovatel «Socialistické budoucnosti», ale už v červnu 1925 přešlo do Melantrichu v Praze a vycházelo jako hlavičkové vydání Českého slova a ústřední matrice byly denně zasílány do filiálních tiskáren Melantricha v Brně a v Ostravě.

### Druhá republika
Národně socialistická strana se po Mnichovu v listopadu 1938 rozešla. Značná část členů a hlavní část jejího vedení vstoupila do Strany národní jednoty. Skupina kolem představitelů jejího legionářského a sokolského křídla vstoupila do Národní strany práce. Někteří jednotlivci buď odešli z veřejného života anebo zůstali činní mimo obě stávající politické strany.

### Protektorát Čechy a Morava
V letech druhé světové války se členové ČSNS zapojili do občanského národního odboje a někteří činitelé spolupracovali v londýnském exilu s prezidentem Edvardem Benešem. V letech 1939–1945 nacisté popravili a umučili na 2400 příslušníků národně socialistické strany (gestapem nazývané „Benesch-Partei“), dalších několik tisíc věznili v koncentračních táborech a věznicích (například poválečný předseda strany Petr Zenkl, předválečný generální tajemník strany Karel Moudrý, Milada Horáková a celá řada dalších). Mezi popravenými a umučenými byla řada předních i řadových pracovníků strany, učitelů, legionářů a sokolských pracovníků (např. pražský primátor Otakar Klapka, senátorka Františka Plamínková, Zelenka-Hájský). Členové patřili i mezi vedoucí představitele domácího odboje (Vladimír Krajina, Josef Ouředník a další.). Významná byla i účast v exilové vládě (Prokop Drtina, Hubert Ripka, Jaroslav Stránský)!

### Třetí republika
Dne 11. května 1945 se konalo v Praze setkání domácích a zahraničních představitelů Československé strany národně socialistické a 17. května 1945 ustavující manifestační schůze v pražské Lucerně, kde byla strana prohlášena za obnovenou a její bývalí členové a stoupenci byli vyzváni k jejímu budování. Novým předsedou byl zvolen Petr Zenkl.

#### Program
Jedním z prvních úkolů obnovy národně socialistické strany bylo vypracování nového programu. Národní socialisté vystupovali jako socialistická strana, ale jimi představovaný socialismus byl v mnohém odlišný od parlamentního socialismu sociální demokracie či od radikálního socialismu komunistů. Jejich poválečné programové dokumenty pojem socialismu zcela přesně nevysvětlovaly, byť hovořily o specifické formě „českého socialismu“. Z programových tezí vyplývalo, že socialismus národních socialistů byl spíše komplexem důležitých sociálních a hospodářských reforem s cílem budovat sociálně spravedlivý a demokratický režim. Výrazným prvkem jejich programu byl silný akcent na vlastenectví, které mělo podobu českého – po válce přirozeně silně protiněmecky laděného – nacionalismu.
Únor 1948: šedesát let poté, 2015

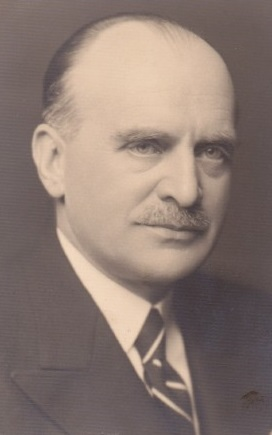
Petr Zenkl, předseda strany v letech 1945–1948, poté předseda exilové strany

Strana vypracovala vlastní návrh nové československé ústavy, na němž započala práci v červnu 1946. Návrh této ústavy zahrnoval i vytvoření tří zemských sněmů (českého, moravskoslezského a slovenského) s taxativně vymezenými zákonodárnými kompetencemi.

#### Organizace a tisk

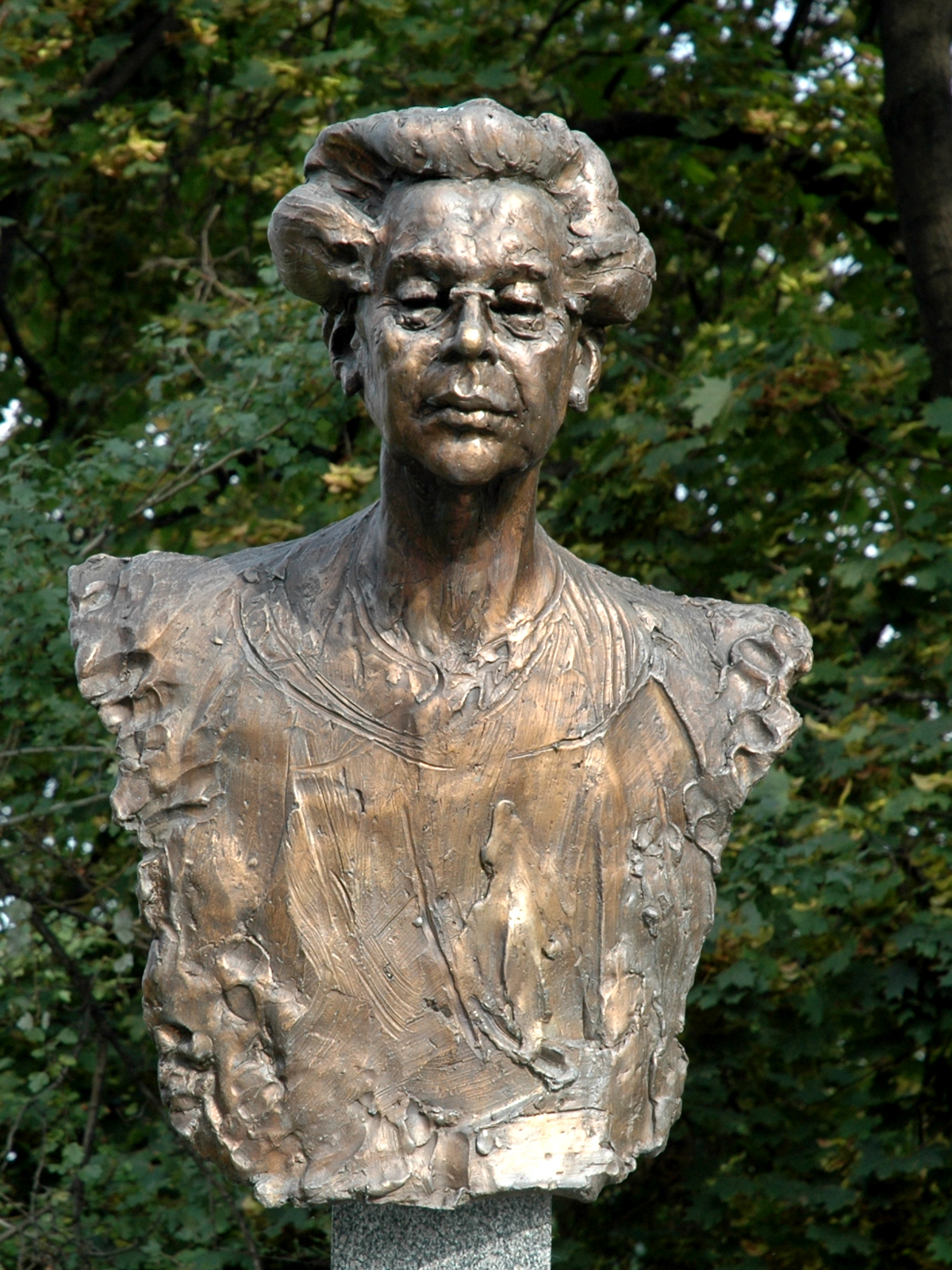
Pomník Milady Horákové, významné členky strany

Československá strana národně socialistická po květnu 1945 obnovila předválečnou vnitřní výstavbu a vnitrostranickou strukturu. Na konci roku 1945 sdružovala přibližně 450 000 členů, o rok později na podzim 1946 strana udávala kolem 594 000 členů. Členskou základnu tvořili státní zaměstnanci (učitelé, železničáři, poštovními zaměstnanci), příslušníci svobodných povolání, úředníci, podnikatelé, obchodníci a živnostníci a částečně rolníci a domkáři. Značná část dělnictva a zaměstnanců z větších závodů ubyla. Početně byli silně zastoupeni ve společenských organizacích: Československá obec sokolská, Československá obec legionářská, Jednotný svaz českých zemědělců. Na svou stranu se jí podařilo přetáhnout jen malou část voličů nepovolených stran (např. agrárníků). Ve volbách v roce 1946 získala 23,66 % hlasů, čímž se stala po KSČ druhou nejsilnější parlamentní stranou.
Strana po válce navázala na předválečnou spolupráci s podobnými stranami. V roce 1947 se někteří delegáti strany podíleli na vzniku takzvaného Oxfordského manifestu, kterým vznikla nová Liberální internacionála, se kterou začali spolupracovat. Po komunistickém převratu v 1948 byla tato spolupráce přerušena, a v roce 1949 do organizace vstoupili zástupci exilových národních socialistů.
Významnými organizačními složkami poválečné strany se staly její zájmové odbory. Národně socialistický odbor mladých na jaře 1946 ve svých řadách sdružoval 150 000 členů. Před volbami v květnu 1946 Mládež Československé strany národně socialistické vystoupila z jednotného Svazu české mládeže. Na počátku roku 1947 čítala kolem 200 000 členů. Velký počet stoupenců měla strana mezi studenty (např. vysokoškolský Klub akademiků, studentští funkcionáři Emil Ransdorf, Miroslav Fic, Ota Hora, Josef Lesák, Jiří Ješ). V čele odboru žen se angažovaly předsedkyně F. Zeminová, J. Žáčková-Bátková, M. Horáková, Jarmila Uhlířová, Růžena Pelantová. Dále byly zakládány zaměstnanecké, živnostensko-obchodnické a zemědělské odbory. Zemědělská politika hrála významnou roli, zejména při ovlivňování jednotné odborové organizace pod vlivem komunistů - Jednotného svazu českých zemědělců.
Tiskové podniky Melantricha nahradily zdiskreditované České Slovo Svobodným Slovem, v jehož vedení stál bývalý redaktor Českého Slova a Lidových novin (majetek Jaroslava Stránského) Ivan Herben. Lidové noviny, přejmenované na «Svobodné noviny», přešly pod vedení Svazu spisovatelů a jejich šéfredaktorem se stal Ferdinand Peroutka. Dále vycházel politický týdeník «Svobodný zítřek», který vedl bývalý šéfredaktor «Večerního Českého slova» Luděk Stránský (1900–1956). Vedle toho strana vydávala krajské stranické deníky a týdeníky, tiskoviny ústředních odborů strany a interní periodika.

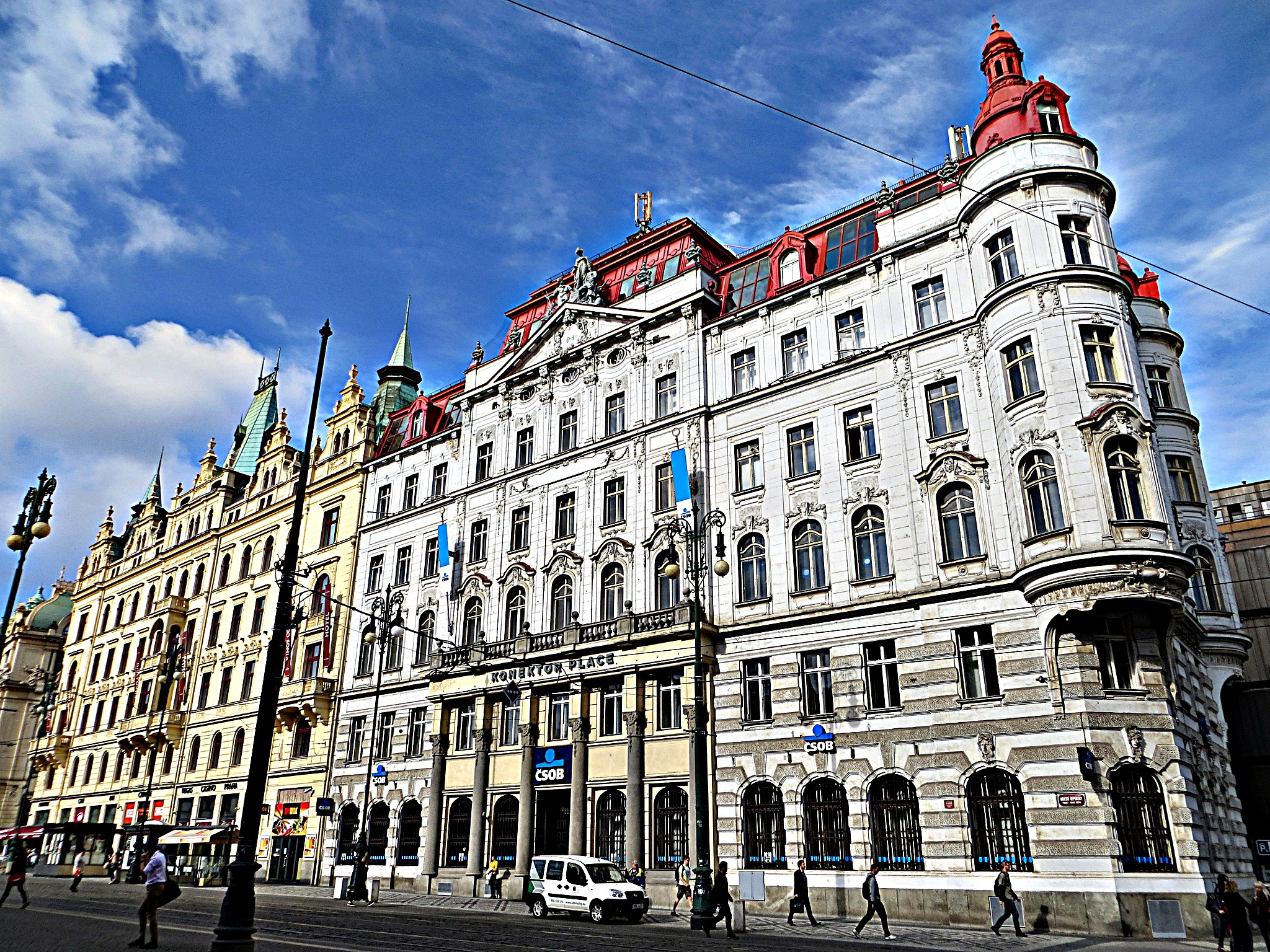
Historické sídlo strany na náměstí Republiky v Praze, kde 22. února 1948 proběhl protistranický puč Sboru národní bezpečnosti na příkaz ÚV KSČ

Strana je spojena i s počátky československé poválečné politologie. Vlastislav Chalupa založil v roce 1945 v Brně při Zemské kulturní radě Československé strany národně socialistické „Oddělení pro vědeckou politiku“, které vydávalo «Přehledy a dokumenty k československé politice». MPÚ Nakladatelství Melantrich v Praze je v roce 1991 vydalo pod názvem «Tři roky. Přehledy a dokumenty k československé politice v letech 1945–1948». V rámci třetího odboje, kdy členové oddělení Chalupa (později místopředseda Československé národní rady americké), Mojmír Povolný (později předseda Rady svobodného Československa) a Ivan Gaďourek emigrovali, další členové Jaroslav Bohanes s Dušanem Novákem byli součástí domácí skupiny zasílající do zahraničí politické přehledy o domácí situaci, za což byli dlouhodobě vězněni. Tyto zprávy vyšly roku 1995 v pěti svazcích pod názvem «Prameny k dějinám III. odboje» v Centru pro studium československé exilové politiky Univerzity Palackého v Olomouc. Nakonec spoluzaložili roku 1991 Mezinárodní politologický ústav v Brně. V listopadu 1989 měla strana 14 000 členů.

Znak obrozené Československé strany socialistické (1948–1990)

### Poúnorový vývoj
Někteří funkcionáři národně socialistické strany se rozhodli spolupracovat s komunisty již před únorem 1948 a ve dnech komunistického převratu se postavili na jejich stranu, tzv. obrozením (vyloučením demokratických představitelů a kopírováním politiky KSČ) vznikla Československá strana socialistická (ČSS), která úzce spolupracovala s komunistickým režimem až do listopadu 1989 jako složka Národní fronty České socialistické republiky. Z vůle KSČ byli do jejího čela postaveni Emanuel Šlechta, který z titulu ekonomického odborníka strany spolupracoval s komunisty již před únorem 1948 a byl exponentem vlivu komunistů v národně socialistické straně, Alois Neuman, Ferdinand Richter a další.
Pro tisíce příslušníků a funkcionářů národně socialistické strany znamenal únorový převrat násilnou represi, ve vykonstruovaném politickém procesu byla k trestu smrti odsouzena poslankyně strany Milada Horáková, další členové strany byli po odsouzení fyzicky a psychicky likvidováni ve věznicích a táborech nucené práce, další stovky odešly do nucené emigrace. Exilovým předsedou Československé národně socialistické strany byl až do své smrti Petr Zenkl. Exilová ČSNS se také výrazně podílela na vzniku a fungování Rady svobodného Československa, jejímž prvním předsedou byl zvolen právě Zenkl. Dalšími významnými politiky ČSNS, kteří působili v exilu byli např. Vladimír Krajina nebo bývalí ministři Hubert Ripka a Jaroslav Stránský.

### ČSNS po roce 1989
Již v létě roku 1989 otiskl vnitrostranický časopis Demokrat prohlášení tzv. obrodného proudu, ve kterém se poprvé otevřeně hovořilo o politickém pluralismu, svobodných volbách a přihlášení se k osobnostem typu T. G. Masaryka, Edvarda Beneše nebo Milady Horákové. Významnou pozitivní roli sehrála strana v počátcích Sametové revoluce. V roce 1989 odsoudila Československá strana socialistická jako první zásah komunistické státní moci proti studentům. Její ústřední deník Svobodné slovo např. otisklo 20. listopadu 1989 prohlášení strany. Stranické vydavatelství Melantrich, které mělo sídlo na Václavském náměstí, nezištně nabídlo svůj balkón Občanskému fóru. Právě z balkonu Melantrichu Václav Havel poprvé promluvil k desetitisícům shromážděných lidí.
Velkou výhodou strany byl po roce 1989 velký majetek (mj. nemovitosti, např. budova na Náměstí Republiky v Praze, vypracovaná organizační struktura (pokrytí státu pobočkami a sekretariáty) i početná členská základna (ovšem s relativně vysokým věkovým průměrem). Strana ovšem nedokázala udržet slušné volební výsledky a špatnou ekonomickou politikou postupně přišla o veškerý svůj majetek. Během této doby strana vyměnila 9 předsedů. Postupně byl majetek nevýhodně rozprodáván, z čehož byly hrazeny předražené a neefektivní politické kampaně. Po spojení strany se Svobodnými demokraty dluhy Svobodných demokratů přešly na ČSNS. V roce 2002 byla prodána hlavní nemovitost strany – budova na Náměstí republiky v Praze.

#### Období střídání předsedů a názvů strany (1990–2002)

Logo Svobodných demokratů – Liberální strany národně sociální

V roce 1990 se tehdejší Československá strana socialistická sloučila s Čs. stranou národně sociální v exilu, nedošlo však k očekávanému přejmenování strany. Představitelé obrodného proudu, seskupení v platformě Národně sociální sněm (NSS), po vyloučení ze strany založili vlastní Národně sociální stranu.
Ve volbách v roce 1992 byla ČSS jednou ze 3 stran levicového uskupení Liberálně sociální unie (LSU) a byla zastoupena v Poslanecké sněmovně, po složitém vývoji uvnitř tohoto uskupení i strany se však v roce 1996 do Poslanecké sněmovny znova nedostala. V roce 1993 pod vedením předsedy Pavla Hirše došlo k návratu představitelů NSS, posunu politické orientace více doprava a strana se přejmenovala na název Liberální strana národně sociální (LSNS). V roce 1996 se LSNS sloučila se stranou Svobodní demokraté (nástupce Občanského hnutí) a změnila název na Svobodní demokraté – Liberální strana národně sociální (SD–LSNS). Toto spojení však nebylo příliš úspěšné vzhledem k výrazně odlišným prioritám obou zakládajících subjektů. V roce 1997 oslavila strana pod vedením předsedy JUDr. Tomáše Sokola 100. výročí založení jako nejstarší původní česká politická strana. Krátce poté bývalí Svobodní demokraté stranu většinou opustili a strana se vrátila k historickému názvu Česká strana národně sociální. Nikdy se však již nevrátila do velké politiky.

#### Předsednictví Jaroslava Rovného (2002–2012)

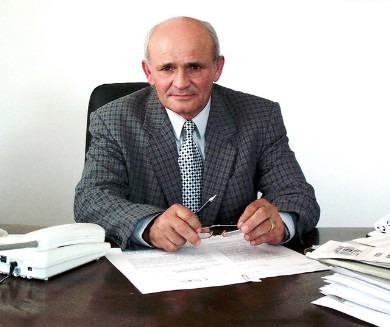
Jaroslav Rovný, předseda ČSNS v letech 2002 – 2012

V roce 2000 ČSNS kandidovala v 11 krajích, přičemž v Královéhradeckém (4,44 %) a Karlovarském (3,98 %) kraji chybělo málo, aby se dostala do zastupitelstva, ve volbách 2004 kandidovala už jen v Libereckém kraji se ziskem 0,17 % hlasů stejně tak jako v roce 2008, kdy získala 0,11 %. Co se týká komunální politiky, tak v roce 2002 za stranu kandidovalo 1354 kandidátů a dále 90 kandidátů na koaličních kandidátkách. Strana tehdy získala 120 zastupitelů. V roce 2006 za stranu kandidovalo už jen 36 lidí a strana získala pouze 20 zastupitelů.

V roce 2003 byl podán na ČSNS návrh na konkurz, jehož důvodem byla nemožnost ve stranickém hospodaření dohledat majetek, který strana měla za předsednictví Jana Šuly.

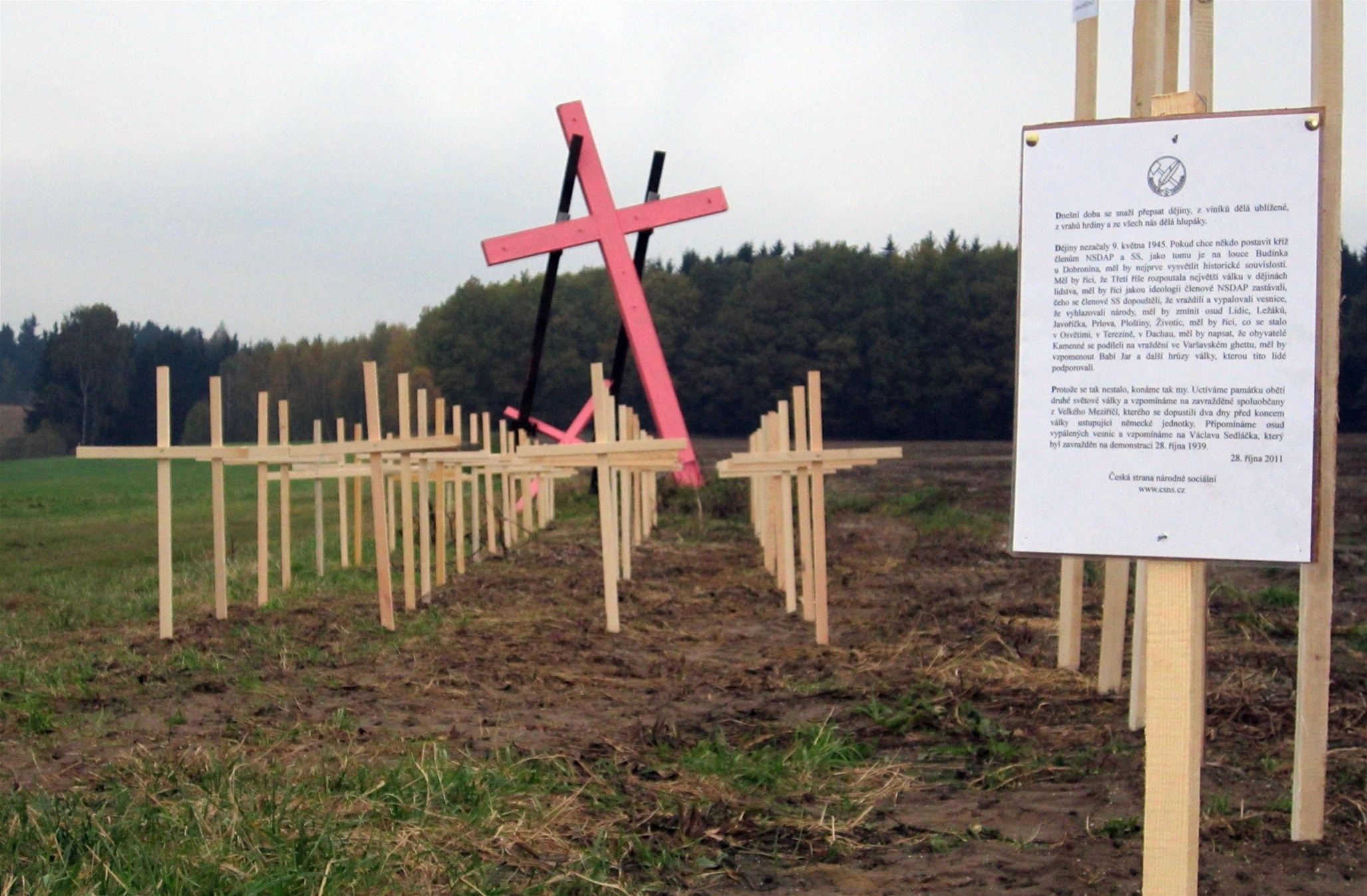
Budínka 28. října 2011

28. října 2011 u příležitosti výročí založení Československa a výročí studentských nepokojů z roku 1939 a zavraždění Václava Sedláčka uspořádal 1. místopředseda ČSNS Michal Klusáček, bez souhlasu vedení strany, setkání na louce Budínka u Dobronína, kde stojí kříž na památku tam zavražděných Němců (viz Masakr u Dobronína). Na protest proti údajnému překrucování dějin a pro zdůraznění posloupnosti historických událostí členové ČSNS před železný kříž umístili 64 dřevěných křížů, které připomínaly oběti nacistického masakru ve Velkém Meziříčí a jména obcí, které byly v Československu za války vypáleny. Kvůli medializaci dále natřeli železný kříž narůžovo.
Dne 26. listopadu 2011 u vstupu do Obecního domu v Praze, kde se konal ustavujícím sjezdu strany LEV 21 – Národní socialisté, uspořádali členové ČSNS protest proti zneužívání historie ČSNS nově vzniklým politickým subjektem. Na ulici členové ČSNS rozdávali narcisky s poukazem na předsedu strany LEV 21 a na chodník umístili hanlivé a zesměšňující nálepky.

#### Od roku 2012
Strana v komunálních volbách pravidelně získává zastupitele, v jiných volbách však úspěšná není. Do různých voleb se spojuje s různými stranami, které často nemají žádnou souvislost s původním zaměřením národně sociální strany. Vliv strany je zcela marginální. Česká strana národně sociální vydala několik dezinformačních a proruských stanovisek, například po ruském útoku na Ukrajinu v únoru 2022. Strana vystupuje protievropsky, nacionálně a populisticky. Rovněž dlouhodobě obhajuje odsun sudetských Němců. V letech 2003–2022 se strana nalézala v konkurzním řízení. V letech 2013 až 2021 probíhal ve straně spor o předsednictví mezi Vladislavem Svobodou a Michalem Klusáčkem, který vyvrcholil rozhodnutím Krajského soudu v Praze o neplatnosti 37. Mimořádném sjezdu České strany národně sociální dne 15. 6. 2019 a potvrzením členství a předsednictví Michala Klusáčka. Dne 28. května 2022 se ostatní národně sociální strany LEV 21 – Národní socialisté a Česká strana národně socialistická sloučily do České strany národně sociální, obě strany se tak rozpustily a její členové se přeregistrovali do původní ČSNS. V prezidentských volbách v roce 2023 strana podporovala poslance SPD Jaroslava Baštu.

#### Spolupráce ČSNS s KSČM od roku 2024
V březnu 2024 strana oznámila spolupráci s Komunistickou stranou Čech a Moravy a stranou Spojení demokraté – Sdružení nezávislých v rámci kandidátky Stačilo! ve volbách do Evropského parlamentu v roce 2024. Na sociální sítí Facebook strana uvedla, že KSČM již nevnímá jako stranu spojenou s komunistickým režimem v Československu, přesto byla za toto volební spojení mnoha příznivci kritizována. V dubnu 2024 o tomto spojení předseda Klusáček pronesl: „Jak jsem již říkal, naše země směřuje do veliké krize. Pod tíhou této očekávané budoucnosti se Česká strana národně sociální rozhodla spojit síly s KSČM v koalici STAČILO! Konáme tak zcela vědomě a s vědomím historických souvislostí. Došli jsme totiž k názoru, že bez voličů KSČM se nedá porazit současný liberálně progresivistický režim. Víme to my a vědí to i naši nepřátelé. Proto stále vedou kampaň o tom, že s KSČM se nespolupracuje, že s KSČM se nemluví. Ano, kdysi byla pro nás KSČ nepřijatelná. Hlavní důvod k tomu však byl, že ve 20. století byla fakticky ovládaná ze zahraničí, z SSSR a své představy o tom, jak se má u nás žít, lidem vnucovali silou. To byl ten důvod, proč jsme tehdy byli rivalem KSČ. Dnes ale KSČM není řízena ze zahraničí a její politika nehájí cizí zájmy! Politika KSČM je levicová, ale zároveň vlastenecká! Dokonce ustála tlak, aby se „transformovala“ do moderní západní levicové strany, které všechny do jedné hájí jen zájmy sexuálních menšin a nadnárodních korporací. Dnes máme jiné strany, které jsou řízeny ze zahraničí, přes různé Aspen Instituty, Davoská fóra a americké ambasády. Ony nám teď vládnou. Je doba překrucování dějin a slov. Mír je válka, pravda je lež atd. A tak se stalo, že slovo „liberální“, které v původním významu znamená „svobodný“, se stalo slovem, které svobodu odmítá a cizí názor umlčuje. Společným nepřítelem všech vlastenců je liberální demokracie a progresivismus. Úloha ČSNS je nyní ta, aby ukázala ostatním vlasteneckým stranám, že s KSČM respektive s koalicí STAČILO! musí začít jednat, pokud to myslí s naší zemí vážně.“ V dubnu 2024 byl Michal Klusáček na 41. celostátním sjezdu strany opět zvolen předsedou ČSNS. Ve volbách získala koalice Stačilo! dva mandáty, přičemž kandidáti za ČSNS žádný mandát nezískali.
Pro krajské volby na podzim téhož roku kandidovali nominanti ČSNS opět na kandidátkách levicové koalice Stačilo!. Nestraníci nominovaní za ČSNS získali dva mandáty. Jana Turoňová se stala jihočeskou zastupitelkou a Marek Obrtel se stal zastupitelem Olomouckého kraje. Nestraník Milan Sýs se stal prvním náhradníkem v Pardubickém kraji.
Ve sněmovních volbách v roce 2025 kandidují zástupci strany na kandidátní listině hnutí Stačilo!. V Královéhradeckém kraji se lídrem kandidátní listiny hnutí stal předseda ČSNS Michal Klusáček.

### Volební výsledky posledních voleb
- Ve volbách do Evropského parlamentu v roce 2014 se ČSNS vymezovala především proti juvenilní justici, získala 0,03 % (502 hlasů).
- V parlamentních volbách v roce 2017 kandidovala ČSNS v 10 krajích ze 14 a obdržela 0,03 % hlasů (1573 hlasů).
- V komunálních volbách v roce 2018 získala ČSNS 13 zastupitelů.[40] Zvítězila 65,6 % v Kladrubech nad Labem (7 mandátů) a 62,5 % ve Všestudech (5 mandátů). Výsledek 21,9 % v Podolance znamenal pro ČSNS další jedno místo zastupitele.
- V senátních volbách v roce 2018 za stranu kandidovala Ing. Marie Paukejová v Českých Budějovicích – výsledek 2,47 % (1082 hlasů)[41] a pplk. v.z. MUDr. Marek Obrtel v Prostějově – výsledek 7,92 % (3356 hlasů).[42] Oba kandidáti nepostoupili do 2. kola senátních voleb.
- Ve volbách do Evropského parlamentu v roce 2019 utvořila ČSNS spolu s Patrioty ČR dvoukoalici s názvem "PATRIOTI PRO NEUTRALITU".
- V komunálních volbách v roce 2022 získala ČSNS 11 885 hlasů (0,02%) a 15 zastupitelů.[43][44] Zvítězila 70 % ve Střížovicích v okresu Plzeň-jih (5 mandátů), 45,47 % ve Všestudech v okrese Chomutov (3 mandáty) a získala 19,38 % v Oslavanech (4 mandáty), 14,50 % v Borovanech v okrese České Budějovice (2 mandáty) a 9,34 % ve Spáleném Poříčí (1 mandát).
- V evropských volbách v roce 2024 kandidovalo ČSNS v rámci koalice Stačilo! Koalice získala dva mandáty, ČSNS ovšem mandát nezískalo.
- V krajských volbách v roce 2024 kandidovalo nominanti ČSNS opět v rámci koalice Stačilo! Nestraníci nominování ČSNS získali dva mandáty. Jana Turoňová se stala jihočeskou zastupitelkou a Marek Obrtel se stal zastupitelem Olomouckého kraje.

## Předsedové strany

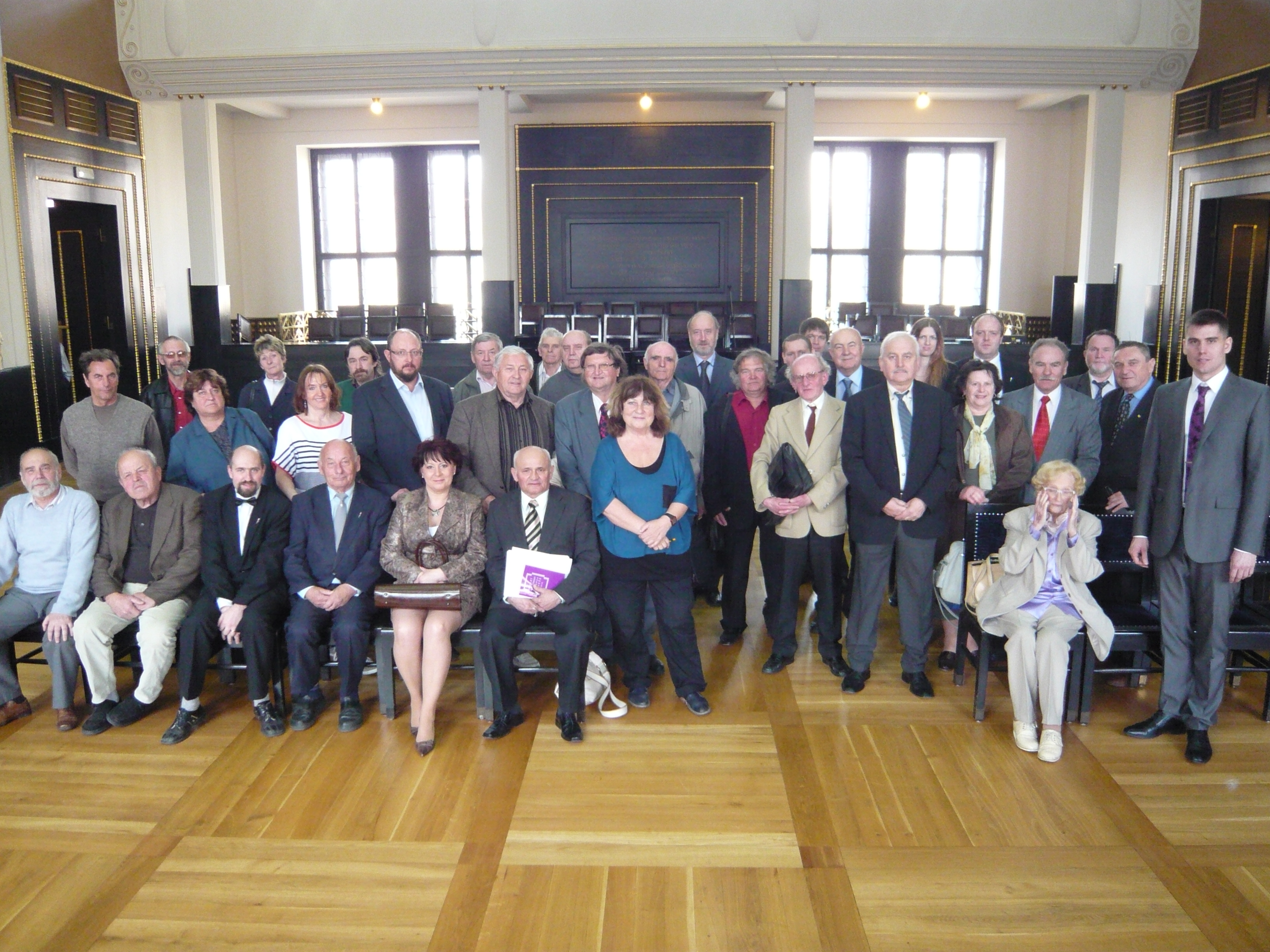
Oslava 115 let ČSNS na Staroměstské radnici v roce 2012

- Alois Simonides, Josef Klečák, (1897–1898), zakládající vedoucí strany do I. sjezdu v dubnu 1898
- František Kváča (1898–1899), rok po svém zvolení umírá
- Václav Klofáč (1898–1914, 1918–1938), oficiálně první předseda strany uznaný na I. sjezdu
- Petr Zenkl (17. květen 1945 – 24. únor 1948)
- Emanuel Šlechta (29. únor 1948 – 10. březen 1960)
- Alois Neuman (duben 1960 – 22. březen 1968), od roku 1968 čestný předseda
- Bohuslav Kučera (23. března 1968 – prosinec 1989)
- Jan Škoda (prosinec 1989 – 18. březen 1990)
- Jiří Vyvadil (18. březen 1990 – 13. leden 1991)
- Ladislav Dvořák (13. leden 1991 – 30. květen 1993)
- Pavel Hirš (30. květen 1993 – 28. květen 1995)
- Vavřinec Bodenlos (28. květen 1995 – 22. červen 1996, od 3. prosince 1995 spolupředseda za LSNS a Jiří Dienstbier od 3. prosince 1995 – 30. listopad 1996 spolupředseda za SD)
- Tomáš Sokol (30. listopad 1996 – 20. září 1997, v období 18. července 1997 – 25. říjen 1998 přebírá pro neaktivitu úlohu předsedy 1. místopředseda Miroslav Tampír)
- Jan Šula (25. říjen 1998 – 22. červen 2002)
- Jaroslav Rovný (20. červenec 2002 – 3. listopad 2012)
- Michal Klusáček (3. listopad 2012 – dosud)

### Exiloví předsedové ČSNS
- Petr Zenkl (1948–1975)
- Mojmír Povolný (1975–1991)

### Portréty některých předsedů

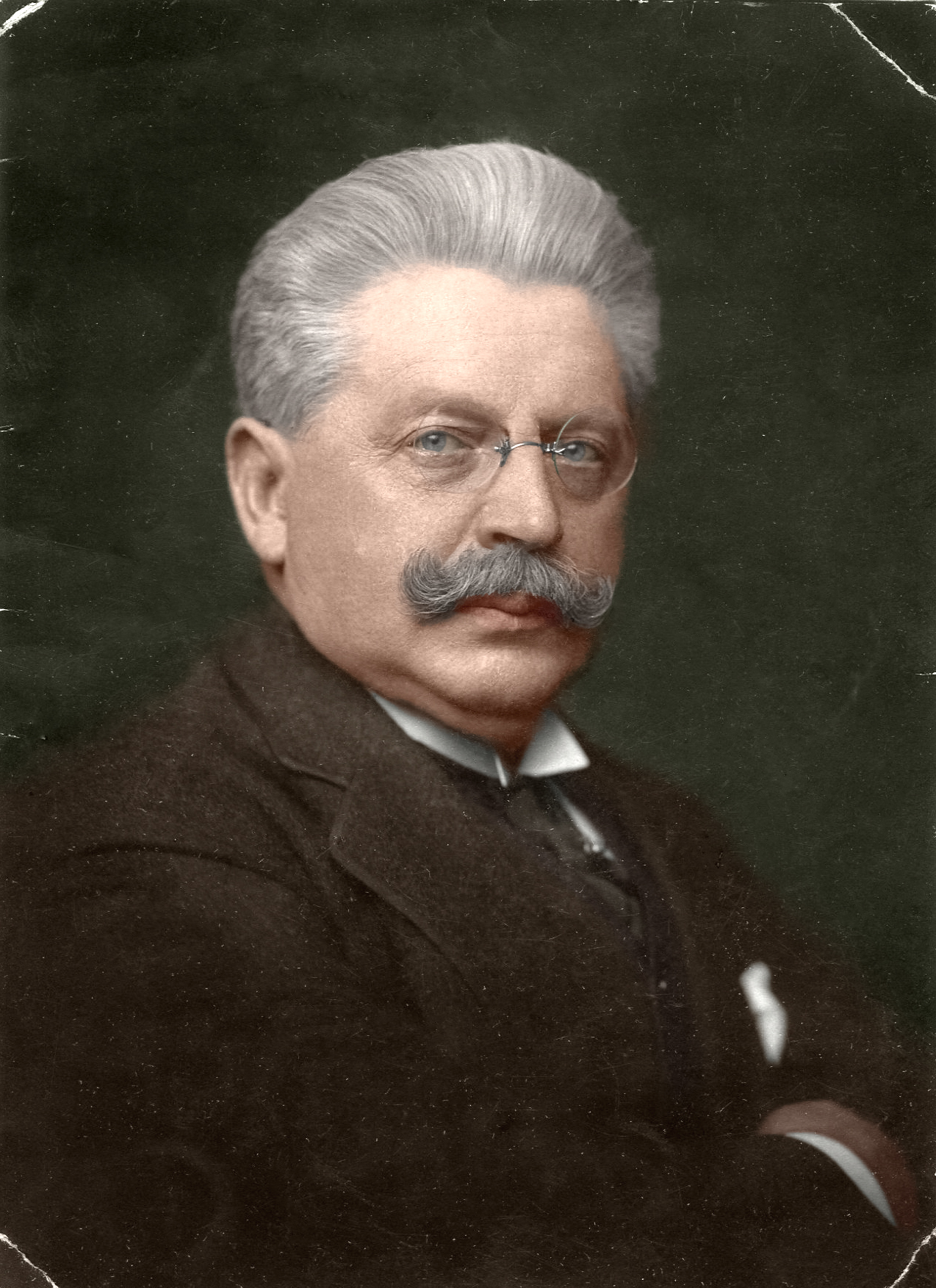
Václav Klofáč (1898–1938)
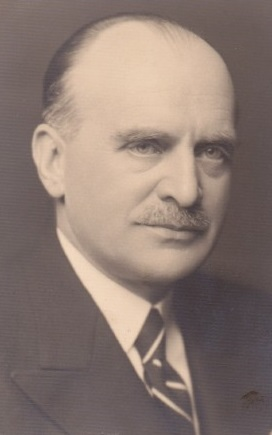
Petr Zenkl (1945–1948)
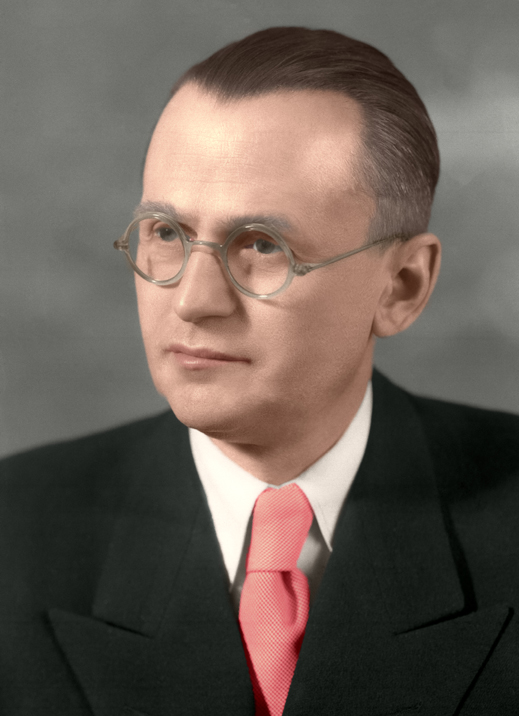
Emanuel Šlechta (1948–1960)
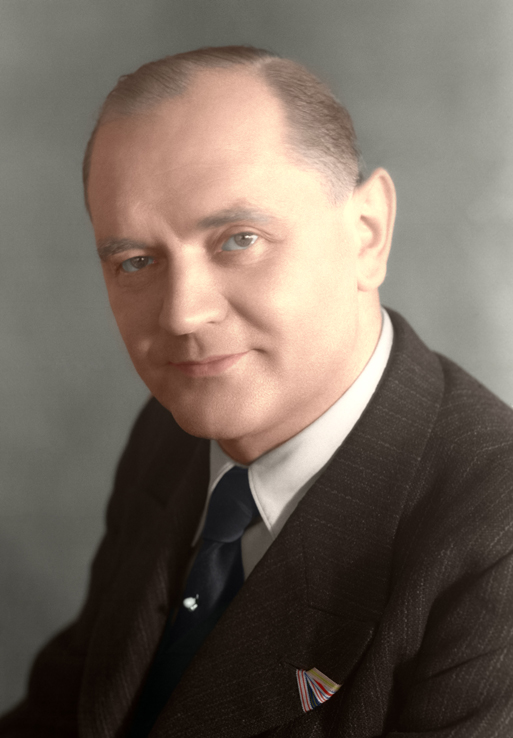
Alois Neuman (1960–1968)
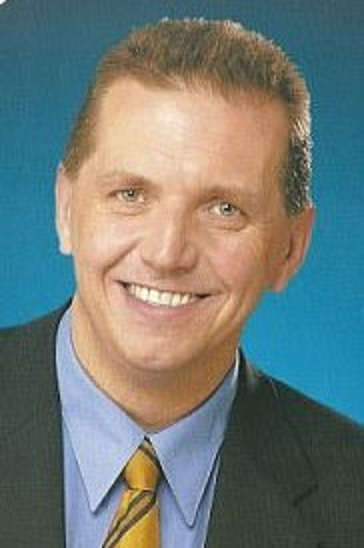
Jan Šula (1998–2002)
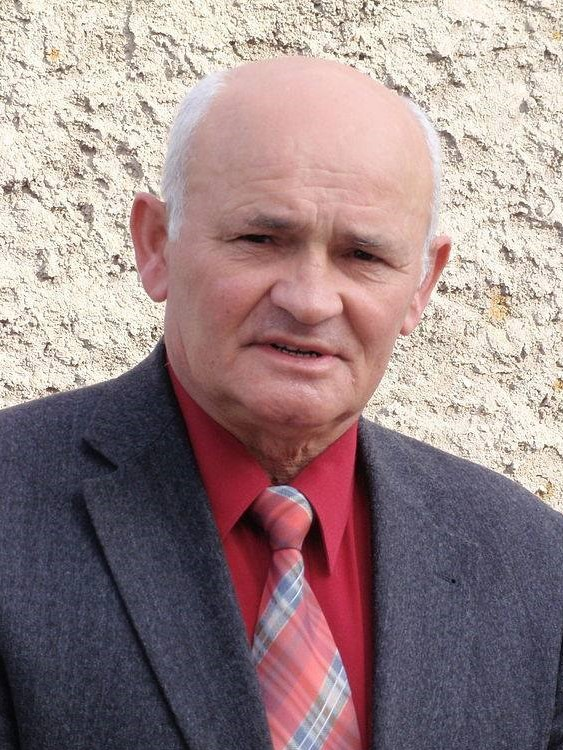
Jaroslav Rovný (2002–2012)
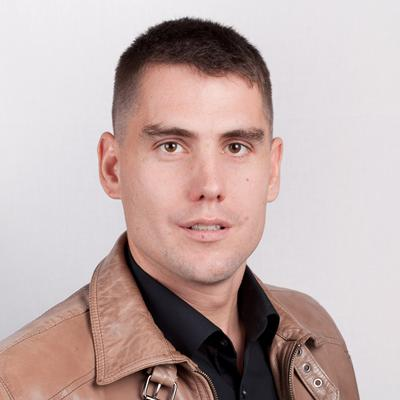
Michal Klusáček (od 2012)

## Přehled názvů strany
- Strana národních dělníků (1897–1898)
- Česká strana národně sociální (1898–1914), v prvních letech strany se používal také název Národně-sociální strana českoslovanská
- Česká strana socialistická (1918)
- Československá strana socialistická (1918–1926)
- Československá strana národně socialistická (1926–1938, 1945–1948)
- Československá strana socialistická (1948–1992)
- Liberálně sociální strana – Československá strana socialistická (1992–1993)
- Liberální strana národně sociální (1993–1996)
- Svobodní demokraté – Liberální strana národně sociální (1996–1997)
- Česká strana národně sociální (od 1997)

V přehledu není zahrnuto sloučení do Národní strany práce a Strany národní jednoty v roce 1938, členství v Národní frontě po roce 1948 a koalice Liberálně sociální unie v roce 1992.
Hovorově též byli označováni jako brkouni podle pera ve znaku.

## Volební výsledky

### Volby v Předlitavsku (1901–1918)

#### Volby do Říšské rady
| Volby | Hlasy  | Hlasy | Mandáty | Mandáty |
| Volby | Počet  | %     | Počet   | ±       |
| ----- | ------ | ----- | ------- | ------- |
| 1901  | 5 404  | 0,5   | 4/425   | ▲4      |
| 1907  | 75 101 | 1,6   | 6/516   | ▲2      |
| 1911  | 95 901 | 2,1   | 13/516  | ▲7      |

#### Český zemský sněm
| Volby | Hlasy      | Hlasy      | Mandáty | Mandáty |
| Volby | Abs.       | %          | Abs.    | ±       |
| ----- | ---------- | ---------- | ------- | ------- |
| 1901  | 3 239      | 1,3        | 0/242   | ▬0      |
| 1908  | s radikály | s radikály | 2/242   | ▲2      |

### Volby v Československu (1918–1992)

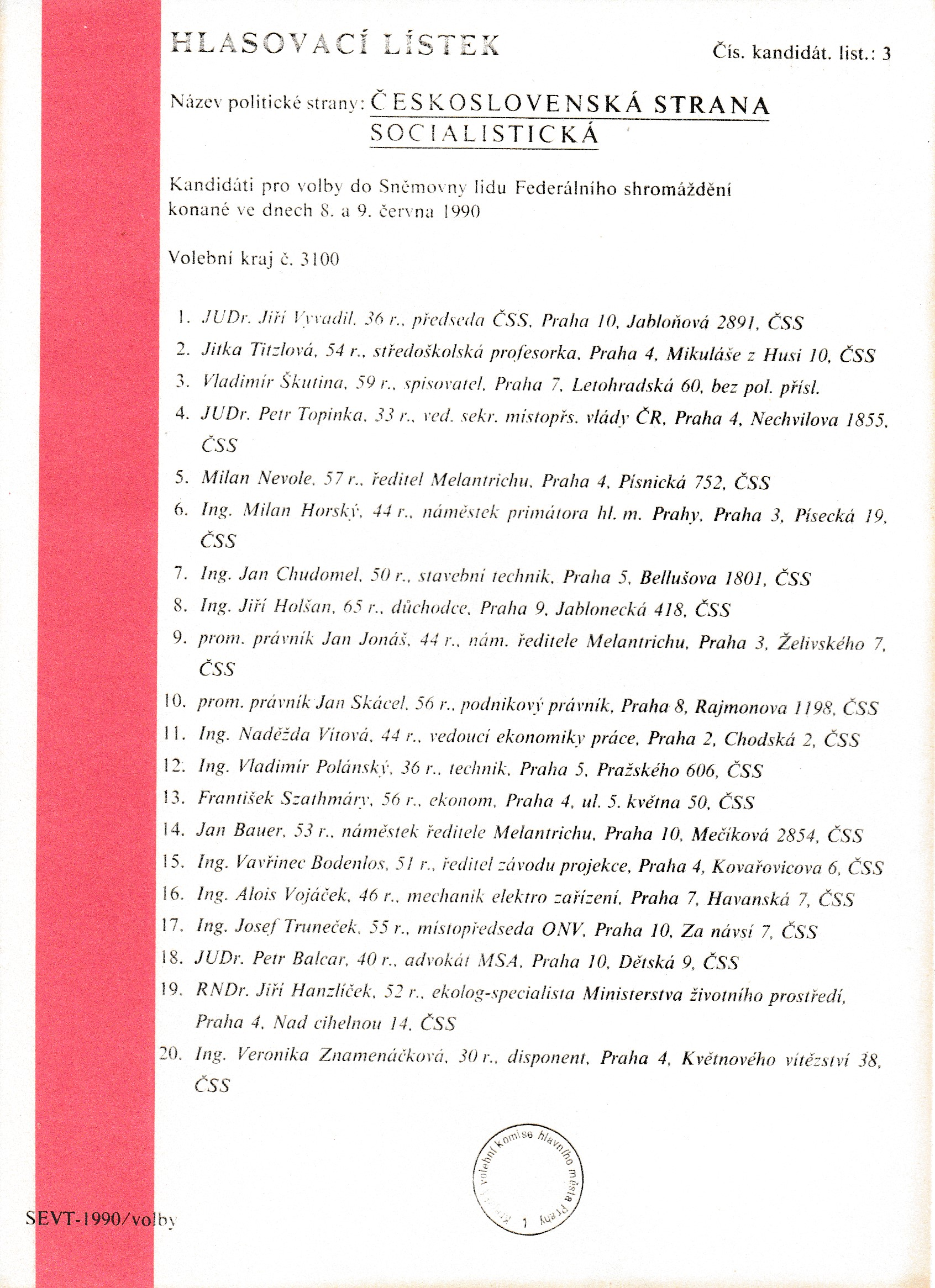
Hlasovací lístek ČSS pro volby do Sněmovny lidu v Praze r. 1990

#### Volby do parlamentu Československa
| Volby | Hlasy                  | Hlasy                  | Mandáty | Mandáty | Pozice  |
| Volby | Počet                  | %                      | Počet   | ±       | Pozice  |
| ----- | ---------------------- | ---------------------- | ------- | ------- | ------- |
| 1920  | 500 821                | 8,1                    | 24/281  | ▲24     | Vláda   |
| 1925  | 609 915                | 8,6                    | 28/300  | ▲4      | Opozice |
| 1929  | 767 328                | 10,4                   | 32/300  | ▲4      | Vláda   |
| 1935  | 755 872                | 9,2                    | 28/300  | ▼4      | Vláda   |
| 1946  | 1 298 980              | 18,3                   | 55/300  | ▲27     | Vláda   |
| 1948  | Součást Národní fronty | Součást Národní fronty | 23/300  | ▼32     | Blok    |
| 1954  | Součást Národní fronty | Součást Národní fronty | 20/368  | ▼3      | Blok    |
| 1960  | Součást Národní fronty | Součást Národní fronty | 19/300  | ▼1      | Blok    |
| 1964  | Součást Národní fronty | Součást Národní fronty | 24/300  | ▲5      | Blok    |
| 1971  | Součást Národní fronty | Součást Národní fronty | 13/200  | ▼11     | Blok    |
| 1976  | Součást Národní fronty | Součást Národní fronty | 10/200  | ▼3      | Blok    |
| 1981  | Součást Národní fronty | Součást Národní fronty | 11/200  | ▲1      | Blok    |
| 1986  | Součást Národní fronty | Součást Národní fronty | 11/200  | ▬0      | Blok    |
| 1990  | 199 446                | 2,8                    | 0/150   | ▼11     | –       |
| 1992  | v rámci LSU            | v rámci LSU            | 1/150   | ▲1      | Opozice |

#### Zemské volby

##### Zastupitelstvo /ZNVzemě České
| Volby | Hlasy   | Hlasy | Mandáty | Mandáty | Pozice |
| Volby | Počet   | %     | Počet   | ±       | Pozice |
| ----- | ------- | ----- | ------- | ------- | ------ |
| 1928  | 519 259 | 14,9  | 18/120  | ▲18     | ▲2.    |
| 1935  | 487 381 | 12,7  | 17/120  | ▼1      | ▼4.    |
| 1946  | 898 425 | 25,2  | 30/120  | ▲13     | ▲2.    |

##### Zastupitelstvo /ZNVzemě Moravskoslezské
| Volby | Hlasy   | Hlasy | Mandáty | Mandáty | Pozice |
| Volby | Počet   | %     | Počet   | ±       | Pozice |
| ----- | ------- | ----- | ------- | ------- | ------ |
| 1928  | 140 682 | 8,6   | 4/60    | ▲4      | ▲5.    |
| 1935  | 180 212 | 9,5   | 6/60    | ▲2      | ▬5.    |
| 1946  | 400 555 | 20,8  | 17/80   | ▲11     | ▲3.    |

##### Zastupitelstvo země Podkarpatoruské
| Volby | Hlasy | Hlasy | Mandáty | Mandáty | Pozice |
| Volby | Počet | %     | Počet   | ±       | Pozice |
| ----- | ----- | ----- | ------- | ------- | ------ |
| 1928  | 6 851 | 2,8   | 0/12    | ▬0      | ▲10.   |
| 1935  | 6 378 | 2,1   | 0/12    | ▬0      | ▼11.   |

##### Zastupitelstvo země Slovenské
| Volby | Hlasy  | Hlasy | Mandáty | Mandáty | Pozice |
| Volby | Počet  | %     | Počet   | ±       | Pozice |
| ----- | ------ | ----- | ------- | ------- | ------ |
| 1928  | 36 181 | 2,8   | 2/54    | ▲2      | ▲8.    |
| 1935  | 45 134 | 3,0   | 2/54    | ▬0      | ▲6.    |

#### Volby do Slovenské národní rady
| Volby | Hlasy | Hlasy | Mandáty | Mandáty | Pozice |
| Volby | Počet | %     | Počet   | ±       | Pozice |
| ----- | ----- | ----- | ------- | ------- | ------ |
| 1990  | 1 166 | 0,03  | 0/150   | ▬0      | ▼15.   |

#### Volby do České národní rady
| Volby | Hlasy                  | Hlasy                  | Mandáty | Mandáty | Pozice  |
| Volby | Počet                  | %                      | Počet   | ±       | Pozice  |
| ----- | ---------------------- | ---------------------- | ------- | ------- | ------- |
| 1968  | Součást Národní fronty | Součást Národní fronty | 25/150  | ▲25     | Blok    |
| 1971  | Součást Národní fronty | Součást Národní fronty | 12/200  | ▼13     | Blok    |
| 1976  | Součást Národní fronty | Součást Národní fronty | 14/200  | ▲2      | Blok    |
| 1981  | Součást Národní fronty | Součást Národní fronty | 14/200  | ▬0      | Blok    |
| 1986  | Součást Národní fronty | Součást Národní fronty | 14/200  | ▬0      | Blok    |
| 1990  | 192 922                | 2,7                    | 0/200   | ▼14     | –       |
| 1992  | v rámci LSU            | v rámci LSU            | 5/200   | ▲5      | Opozice |

### Volby v samostatné České republice

#### Volby do poslanecké sněmovny
| Volby | Počet hlasů | Hlasy v % | Mandáty |
| ----- | ----------- | --------- | ------- |
| 19961 | 124 165     | 2,1       | 0/200   |
| 1998  | 17 185      | 0,3       | 0/200   |
| 20021 | 38 655      | 0,8       | 0/200   |
| 20062 | 1 387       | 0,0       | 0/200   |
| 20103 | 295         | 0,0       | 0/200   |
| 20134 | 13 538      | 0,3       | 0/200   |
| 20175 | 1 573       | 0,0       | 0/200   |

- 1Strana kandidovala v koalici: Svobodní demokraté – Liberální strana národně sociální.
- 2Členové strany kandidovali na kandidátce České strany národně socialistické, která obdržela 0,02 % hlasů.
- 3Strana kandidovala pouze v Praze.
- 4Členové strany kandidovali na kandidátce Suverenity - Strany zdravého rozumu, která obdržela 0,27 % hlasů.
- 5Strana kandidovala v 10 krajích ze 14.

#### Volby do Evropského parlamentu
| Volby | Počet hlasů | Hlasy v % | Počet mandátů |
| ----- | ----------- | --------- | ------------- |
| 20041 | 2 944       | 0,12 %    | 0/24          |
| 2009  | 791         | 0,03 %    | 0/22          |
| 2014  | 502         | 0,03 %    | 0/21          |
| 20192 | 1289        | 0,05 %    | 0/21          |
| 20243 | 283 935     | 9,56 %    | 0/21          |

- 1Dvoukoalice s názvem „Národní koalice“ (ČSNS + Národní strana)
- 2Dvoukoalice s názvem „Patrioti pro neutralitu“ (ČSNS + Patrioti ČR)
- 3V rámci koalice STAČILO! (KSČM + SD-SN + ČSNS)

#### Volby do zastupitelstev obcí
| Volby v roce | Hlasy v % | Počet získaných mandátů | Počet kandidátů |
| ------------ | --------- | ----------------------- | --------------- |
| 1919         | 17,3 %    | ?                       |                 |
| 1923         |           |                         |                 |
| 1927         |           |                         |                 |
| 1931         |           |                         |                 |
| 1938         |           |                         |                 |
| 1990         | 3,54 %    | 1055/66551              |                 |
| 1994         | 0,95 %    | 589/62160               | 1989            |
| 1998         | 0,46 %    | 288/62920               | 1610            |
| 2002         | 0,22 %    | 135/62494               | 1354            |
| 2006         | 0,02 %    | 14/62426                | 115             |
| 2010         | 0,03 %    | 20/62178                | 107             |
| 2014         | 0,01 %    | 9/62121                 | 15              |
| 2018         | 0,02 %    | 13/61950                | 80              |
| 2022         | 0,02 %    | 15/61780                | 70              |

#### Senátní volby
| Volby | Obvod                        | Kandidát                     | Politická příslušnost        | Politická příslušnost        | Počet hlasů                  | Počet hlasů |
| ----- | ---------------------------- | ---------------------------- | ---------------------------- | ---------------------------- | ---------------------------- | ----------- |
| 1996  | 1 – Karlovy Vary             | Josef Havlíček               |                              | SD-LSNS                      | 503                          | 1,93 %      |
| 1996  | 2 – Sokolov                  | Jiří Dytrych                 |                              | BEZPP                        | 751                          | 3,63 %      |
| 1996  | 4 – Most                     | Petr Pakosta                 |                              | BEZPP                        | 1509                         | 6,37 %      |
| 1996  | 7 – Plzeň-město              | Pavel Rada                   |                              | SD-LSNS                      | 1032                         | 2,76 %      |
| 1996  | 18 – Příbram                 | Tomáš Sokol                  |                              | SD-LSNS                      | 2353                         | 7,44 %      |
| 1996  | 20 – Praha 4                 | Vavřinec Bodenlos            |                              | SD-LSNS                      | 220                          | 0,48 %      |
| 1996  | 27 – Praha 1                 | Jiří Dienstbier              |                              | SD-LSNS                      | 7789                         | 16,49 %     |
| 1996  | 32 – Teplice                 | Jutta Kučerová               |                              | SD-LSNS                      | 3218                         | 11,66 %     |
| 1996  | 33 – Děčín                   | Mahulena Čejková             |                              | SD-LSNS                      | 2367                         | 8,18 %      |
| 1996  | 39 – Trutnov                 | Vladimír Wolf                |                              | SD-LSNS                      | 1881                         | 5,81 %      |
| 1996  | 40 – Kutná Hora              | Radko Šťastný                |                              | SD-LSNS                      | 1082                         | 3,57 %      |
| 1996  | 47 – Náchod                  | Jan Kačer                    |                              | SD-LSNS                      | 2856                         | 8,04 %      |
| 1996  | 77 – Vsetín                  | Aglaia Škarpová              |                              | BEZPP                        | 635                          | 1,82 %      |
| 1998  | 37 – Jičín                   | Jiří Drobeček                |                              | BEZPP                        | 2302                         | 5,84 %      |
| 2000  | 11 – Domažlice               | Jaroslav Fridrich            |                              | BEZPP                        | 104                          | 0,3 %       |
| 2000  | 17 – Praha 12                | Radim Uzel                   |                              | BEZPP                        | 6223                         | 20,11 %     |
| 2000  | 35 – Jablonec nad Nisou      | Ivan Kracík                  |                              | BEZPP                        | 1521                         | 4,18 %      |
| 2000  | 62 – Prostějov               | Oto Košta                    |                              | BEZPP                        | 878                          | 2,28 %      |
| 2002  | 27 – Praha 1                 | Jiří Hanzlíček               |                              | BEZPP                        | 187                          | 0,66 %      |
| 2006  | strana se voleb nezúčastnila | strana se voleb nezúčastnila | strana se voleb nezúčastnila | strana se voleb nezúčastnila | strana se voleb nezúčastnila |             |
| 2008  | strana se voleb nezúčastnila | strana se voleb nezúčastnila | strana se voleb nezúčastnila | strana se voleb nezúčastnila | strana se voleb nezúčastnila |             |
| 2010  | 1 – Karlovy Vary             | Jaroslav Rovný               |                              | ČSNS                         | 1791                         | 5,34 %      |
| 2012  | 23 – Praha 8                 | Jan Zenkl                    |                              | BEZPP                        | 311                          | 1,04 %      |
| 2014  | strana se voleb nezúčastnila | strana se voleb nezúčastnila | strana se voleb nezúčastnila | strana se voleb nezúčastnila | strana se voleb nezúčastnila |             |
| 2016  | strana se voleb nezúčastnila | strana se voleb nezúčastnila | strana se voleb nezúčastnila | strana se voleb nezúčastnila | strana se voleb nezúčastnila |             |
| 2018  | 14 – České Budějovice        | Marie Paukejová              |                              | BEZPP                        | 1082                         | 2,47 %      |
| 2018  | 62 – Prostějov               | Marek Obrtel                 |                              | BEZPP                        | 3356                         | 7,92 %      |
| 2022  | 19 – Praha 1                 | Robert Vašíček               |                              | BEZPP                        | 968                          | 2,50 %      |
| 2022  | 25 – Praha 6                 | Jaroslav Dvořák              |                              | SPOZ                         | 510                          | 1,40 %      |
| 2024  | 29 – Litoměřice              | Jan Skalický                 |                              | BEZPP                        | 2 576                        | 7,35 %      |